# Lotus Tower
Lotus Tower (singalès: නෙළුම් කුළුණ; tàmil: தாமரைக் கோபுரம்), també anomenada Colombo Lotus Tower, és una torre alta de 351,5 m, situada a Colombo, Sri Lanka. S'ha anomenat una fita simbòlica de Sri Lanka. A partir del 2019, la torre és l'estructura autosuportada més alta del sud d'Àsia; la segona estructura més alta del sud d'Àsia després de l'⁣INS Kattabomman a l'Índia; l'11a torre més alta d'Àsia i la 19a torre més alta del món. Primer es va proposar construir al suburbi de Peliyagoda, però més tard el govern de Sri Lanka va decidir canviar la ubicació. La torre en forma de lotus s'utilitza per a la comunicació, l'observació i altres instal·lacions d'oci. Es calcula que la construcció ha tingut un cost de 113 milions de dòlars.

## Ubicació
Colombo 01, prop del llac Beira. Després d'una decisió inicial de construir la torre als límits d'un suburbi de la capital econòmica del país, Colombo, el govern de Sri Lanka va anunciar els seus plans per traslladar la ubicació al cor de la ciutat.

## Construcció
Amb el testimoni del president de la Comissió Reguladora de Telecomunicacions de Sri Lanka (TRCSL), el secretari del Ministeri d'Afers Exteriors de Sri Lanka, els presidents de la China National Electronics Import &amp; Export Corporation (CEIEC) i Aerospace Long March International Trade Co. Ltd (ALIT).) va signar el contracte amb la directora general de TRCSL, Anusha Palpita, per al projecte el 3 de gener de 2012.
El projecte va començar durant el mandat del president Mahinda Rajapakse i la construcció va començar el 20 de gener de 2012 després d'una cerimònia de col·locació de la primera pedra. El lloc es troba al passeig marítim del llac Beira i al costat d'una part del DR Wijewardene Mawatha.
El desembre de 2014, la construcció de la torre va creuar els 125 m i el juliol de 2015, la torre va arribar als 255 m.

## Disseny i funció
El disseny d'aquest edifici està inspirat en la flor de Lotus. El lotus simbolitza la puresa dins la cultura de Sri Lanka i també es diu que simbolitza el desenvolupament florent del país. La base de la torre està inspirada en el tron de lotus i també estarà formada per dos trapezis invertits. El color de la torre va canviant amb llums RGB.
La torre fa 350 m d'alçada i cobreix 30.600 m² de superfície.
Les principals fonts d'ingressos de la Lotus Tower són el turisme i el lloguer d'antenes. Funciona com una antena de difusió de ràdio i televisió ISDB -T i una estructura de suport DVB-T2 proposada per a 50 serveis de televisió, 35 estacions de ràdio FM i 20 proveïdors de serveis de telecomunicacions.
La torre té quatre entrades, amb dues que s'utilitzen com a entrades VIP (convidats distingits i líders estatals). A la planta baixa hi ha un museu de telecomunicacions i un restaurant. El podi de la torre consta de 6 plantes. El primer pis del podi allotja un museu i dues sales d'exposicions. El segon pis s'utilitza per a diverses sales de conferències amb espai per a més de 500 persones. Al tercer pis hi ha restaurants, supermercats i zones de restauració. A la quarta planta hi ha un auditori de 1000 places, que també s'utilitza com a sala de ball. El cinquè pis inclou habitacions d'hotel de luxe i grans sales de ball, i el setè pis acull una galeria d'observació. L'enjardinament està previst en forma d'un gran parc aquàtic.

## Centre de transport
El Monorail de Colombo, que era un sistema de monorail proposat a Colombo, i el sistema BRT havien de convergir en un "hub multimodal" comú situat molt a prop de la Torre Lotus, fent de la torre un centre important de la ciutat. El Monorail va ser cancel·lat el 2016, i es construirà un tramvia lleuger a Malabe.

## Polèmica
Durant la cerimònia d'obertura, que es va celebrar el 16 de setembre de 2019, el president Maithripala Sirisena en un discurs cerimonial va esmentar i va reclamar una denúncia sobre una estafa sobre un avançament de 2.000 milions de rupies que va ser donat a una empresa aprovada ALIT el 2012 pel govern d'aleshores. Més tard es va revelar el 2016 que aquesta empresa no existia. No obstant això, més tard es va demostrar que això era fals, ja que ALIT era de fet l'acrònim de l'empresa estatal xinesa Aerospace Long-March International Trade Co. ALIT va negar haver rebut el pagament al·legant que l'import total es va pagar a la Xina National Electronics Import & Export. Corporació (CEIEC) com havia abandonat ALIT el projecte. També va assenyalar que la TRC va pagar 15,6 milions de dòlars (2.000 milions de rupies) al compte de CEIEC a Exim Bank l'octubre de 2012, la mateixa quantitat que Sirisena afirma que ha estat "apropiada indegudament" per ALIT.